# Reo
Il reo nel diritto penale è l'autore, o soggetto attivo, del reato.

## Disciplina
Il reo può essere soltanto un essere umano, giacché gli animali non sono titolari né di diritto e né di colpa. La persona giuridica non è in genere imputabile penalmente, secondo il principio di diritto internazionale che sancisce la responsabilità penale come individuale.
Tuttavia, limitatamente ad alcuni episodi sporadici e con l'influenza dei sistemi anglosassoni e francese, le persone giuridiche possono essere imputabili di alcuni illeciti, puniti però con sanzioni amministrative.

### Italia
In Italia il D. Lgs. n. 231/2001 ha previsto alcune sanzioni di carattere amministrativo per alcuni illeciti amministrativi dipendenti da reato, senza tuttavia superare il principio del societas delinquere non potest e l'articolo 27 della Costituzione che fa esclusivo riferimento all'illecito penale posto in essere da una persona fisica (la pena deve infatti tendere alla rieducazione del condannato escludendo pertanto una responsabilità delle persone giuridiche in materia penale, non essendo la persona giuridica "rieducabile").